# البرهان المباشر
يعدُّ البرهان نوعا مهما من مهارات حل المشكلاتِ، فهو يساعد الطلبة على التعلم و يربي فيهم القدرة على الإقناعِ والنقد، وييسر لهم التطور العقلي.
و البرهان مفهوم أساسي في الفكر البشري بصفة عامة، و في دراسة الرياضيات بصفة خاصة، فهو بصفة عامة كل مناقشة أو تحليل أو تقديم لشواهد تقنع شخصا ما بقضية معينة، بينما يُعرّف البرهان الرياضي  بكونه تتابعاً من العبارات المترابطة الموجهة نحو إثبات صحة نتيجة معينة بواسطة مجموعة مقبولة و معترف بها من التعاريف و المسلمات و العبارات السابق برهانها و نظريات المنطق.
للبرهان على أن التقرير {\displaystyle [P\rightarrow Q]} صائب بطريقة البرهان المباشر، نفرض أن {\displaystyle [P]} صائب، ونثبت أن{\displaystyle [Q]}  صائب(2). ولإيضاح هذه الطريقة، نقدم الأمثلة التالية:

## البرهان المباشر
للبرهان على أن التقرير  صائب بطريقة البرهان المباشر، نفرض أن  صائب، ونثبت أن  صائب(2). ولإيضاح هذه الطريقة، نقدم الأمثلة التالية:

### مثال 1
برهن أن مربع أي عدد فردي يجب أن يكون فرديًا .  
البرهان:
1. ليكن {\displaystyle x}  عدداً فردياً.
2. لذا، يوجد عدد صحيح {\displaystyle k} بحيث يكون {\displaystyle x=2k+1}
3. وعليه، نجد أن: {\displaystyle x^{2}=(2k+1)^{2}=4k^{2}+4k+1=2(2k^{2}+2k)+1}
4. إذن، {\displaystyle x^{2}} عدد فردي.

### مثال 2
استخدم البرهان المباشر لإثبات أن:
{\displaystyle (\forall x)(\forall y)(\forall z)(x+z=y+z\implies x=y)}
حيث {\displaystyle x} و {\displaystyle y} و {\displaystyle z} أعداد صحيحة
البرهان:
1. نفرض أن: {\displaystyle x+z=y+z}
2. من خصائص الأعداد الجبرية، نجد أن: {\displaystyle (x+z)+(-z)=(y+z)+(-z)} مما يعني: {\displaystyle x+(z-z)=y+(z-z)} وبالتالي: {\displaystyle x+0=y+0}
3. إذن، {\displaystyle x=y}

### مثال 3
برهن أن مجموع عددين زوجين صحيحين يجب أن يكون زوجيّاً.
البرهان:
1. نفرض أن {\displaystyle x=2a}، {\displaystyle y=2b} حيث {\displaystyle a} و {\displaystyle x+z=y+z} أعداداً صحيحة.
2. لذا، {\displaystyle x+y=2a+2b=2(a+b)}
3. إذان {\displaystyle x+y} عدد زوجي

### مثال 4
برهن نظرية فيثاغورس .
البرهان:

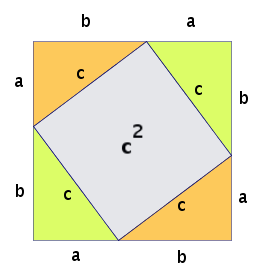

لنفرض أنَّ مُثلثاً قائم الزاوية حيث قياسات أضلاعه هي {\displaystyle a} ،{\displaystyle b} ،{\displaystyle c} . وهنا نقوم بنسخ المثلث أربع مرات بحيث يشكل كل ضلع طوله {\displaystyle a} مستقيما مع ضلع طوله {\displaystyle b} لمثلث آخر. وهنا نحصل في نهاية الأمر على مربع طول ضلعه {\displaystyle a+b}، كما في الشكل المجاور.
لنحسب مساحة المربع المحدد بالأضلاع ذات الطول {\displaystyle c}. بالطبع المساحة هي {\displaystyle c^{2}}، وتساوي أيضا فرق مساحة المربع الكبير ذو الضلع  {\displaystyle a+b} ومجموع مساحات المثلثات الأربع. مساحة المربع الكبير هي  {\displaystyle (a+b)^{2}} لأن طول ضلعه هو {\displaystyle a+b}. ومجموع مساحات المثلثات هي أربعة أمثال مساحة مثلث واحد، أي {\displaystyle 4\times ab/2=2ab}، إذن الفرق هو {\displaystyle (a+b)^{2}-2ab}، وبالتبسيط نجد أن {\displaystyle (a+b)^{2}-2ab=a^{2}+b^{2}+2ab-2ab=a^{2}+b^{2}}. بهذا نكون قد برهنا على أن مساحة المربع ذو الضلع {\displaystyle c}  تساوي {\displaystyle a^{2}+b^{2}} ، أي {\displaystyle a^{2}+b^{2}=c^{2}}.